# Pilsen 7

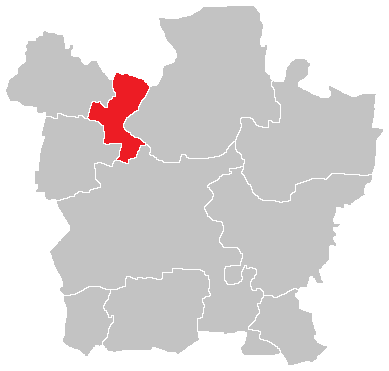
De locatie van Pilsen 7

Pilsen 7, ook bekend onder de naam Radčice, is een van de tien stadsdistricten van de Tsjechische stad Pilsen. Het district is gelegen in het noorden van de stad, grenzend aan de districten Pilsen 1 (oost), Pilsen 3 (zuid), Pilsen 5 en Pilsen 9 (beiden west). In het noorden grenst Pilsen 7 aan de gemeente Chotíkov, onderdeel van de okres Plzeň-sever. Het district valt samen met het stadsdeel Radčice. Door het district stroomt de rivier de Mže.
Radčice was tot het jaar 1976 een zelfstandige gemeente. De huidige burgemeester van het district is Rolando Arias.
Pilsen 1 · Pilsen 2 · Pilsen 3 · Pilsen 4 · Pilsen 5 · Pilsen 6 · Pilsen 7 · Pilsen 8 · Pilsen 9 · Pilsen 10